# S/S Alma af Stafre
S/S Alma af Stafre är ett svenskt passagerarångfartyg med hemmahamn i Stavre.
S/S Alma af Stafre beställdes av Skönviks AB och byggdes 1873 på W. Lindbergs Varvs- och Verkstads AB i Stockholm och monterades i Stavre. Hon skulle frakta gods och människor över Revsundssjön, där hon gick i trafik mellan Bräcke och Pilgrimstad. Hon köptes 1874 av Gimåns flottningsbolag och var varpbåt fram till 1957, då hon blev fritidsbåt. År 1966 såldes hon till en privatperson i Stockholm och såldes 1971 till några privatpersoner i Göteborg. 1985 köptes hon av Intresseföreningen Alma i Bräcke, som återförde henne till hemmavattnen.1990 köptes hon av Stavre Bygdegårdsförening, varefter hon genomgick en omfattande renovering 1990–1993. 
År 1909 byttes originalångmaskinen på 15 hk till en ny på 85 hk.
Alma går sedan 1993 i sommartrafik på Revsundssjön.